# Liste der Ortschaften in Hongkong
Die Liste der Ortschaften in Hongkong bietet einen Überblick über die verschiedene Orte in der Sonderverwaltungszone Hongkongs. Für „Städte“ oder Ortschaften ab einer gewissen Größe ist die Entwicklung der Einwohnerzahl dargestellt.
Hongkong besitzt eine Einheitsverwaltung, in der „Städte“ oder Ortschaften nicht als eigene Rechtssubjekte vorgesehen sind. Die Grenzen von Victoria City, Kowloon, New Kowloon und den New Territories wurden durch Gesetz festgelegt, aber auch diese Gebiete besitzen keinen Rechtsstatus. Die Einteilung in Distrikte folgt Gebirgszügen, der Küste oder Straßen und berücksichtigt nicht die städtische Ausdehnung der Ortschaften.
Die Namen Victoria City und New Kowloon sind nicht mehr gängig. Unter Kowloon fallen heute auch die Gebiete, die früher als New Kowloon bezeichnet wurden. Die folgende Tabelle gibt zu den historischen Städtenamen die zugehörigen heutigen Distrikte an.
| Stadt                                | Distrikte                                                             | Bemerkung |
| ------------------------------------ | --------------------------------------------------------------------- | --- |
| Victoria City                        | Central and Western, Wan Chai, Eastern                                | Die historische Bezeichnung „Victoria City“ für Gebiete auf Hong Kong Island ist heute obsolet und wird nur im historischen Kontext und Literatur verwendet. |
| Kowloon (einschließlich New Kowloon) | Yau Tsim Mong, Sham Shui Po, Kowloon City, Wong Tai Sin und Kwun Tong | Die historische Bezeichnung „New Kowloon“ ist heute obsolet und wird nur im historischen Kontext und in Gesetzestexten (z. B. Besteuerung) genutzt.          |

## Städte nach Einwohnerzahl
Die folgende Tabelle enthält die Einwohnerzahl der größeren Ortschaften, wobei die Einteilung in Städte nach geographisch demografischen Gesichtspunkten erfolgte, die sich nicht mit der amtlichen Einteilung deckt. Enthalten sind die Namen auf Englisch und Chinesisch, die Ergebnisse der Volkszählungen (VZ) vom 15. März 1996, 14. März 2001, 15. Juli 2006 und 30. Juni 2011, und das Gebiet, in dem sich die Stadt (Ortschaft) befindet. Die Einwohnerzahlen stammen von citypopulation.de
und hängen von der Interpretation der Stadtgrenzen ab, sodass sie nicht unbedingt mit anderen Quellen vergleichbar sind.
| Rang | Englisch                               | Chinesisch    | Pinyin             | Jyutping                   | VZ 1996   | VZ 2001   | VZ 2006   | VZ 2011   | Gebiet           |
| ---- | -------------------------------------- | ------------- | ------------------ | -------------------------- | --------- | --------- | --------- | --------- | ---------------- |
| 1.   | Kowloon (mit New Kowloon)              | 九龍          | Jiǔlóng            | Gau2lung4                  | 1.987.996 | 2.023.979 | 2.019.533 | 2.108.419 | Kowloon          |
| 2.   | Central (hist. Teil von Victoria City) | 中環          | Zhōnghuán          | Zung1waan4                 | 1.024.967 | 1.045.229 | 992.950   | 992.221   | Hong Kong Island |
| 3.   | Tuen Mun New Town                      | 屯門          | Túnmén             | Tyun4mun4                  | 445.771   | 464.585   | 500.803   | 485.898   | New Territories  |
| 4.   | Sha Tin New Town                       | 沙田          | Shātián            | Saa1tin4                   | 445.383   | 443.525   | 424.658   | 433.415   | New Territories  |
| 5.   | Tseung Kwan O New Town                 | 將軍澳        | Jiāngjūn’ào        | Zoeng1gwan1ou3             | 143.032   | 267.115   | 344.872   | 371.590   | New Territories  |
| 6.   | Kwai Chung New Town                    | 葵青          | Kuíqīng            | Kwai4cing1                 | 285.231   | 283.052   | 323.948   | 319.428   | New Territories  |
| 7.   | Tsuen Wan New Town                     | 荃灣          | Quánwān            | Cyun4waan1                 | 268.659   | 274.078   | 277.639   | 290.035   | New Territories  |
| 8.   | Tin Shui Wai New Town                  | 天水圍        | Tiānshuǐwéi        | Tin1seoi2wai4              | 96.129    | 177.608   | 268.922   | 287.901   | New Territories  |
| 9.   | Tai Po New Town                        | 大埔          | Dàbù               | Daai6bou3                  | 271.661   | 290.434   | 265.982   | 264.580   | New Territories  |
| 10.  | Fanling-Sheung Shui New Town           | 上水/粉嶺     | Shàngshuǐ/Fěnlǐng  | Soeng6seoi2/Fan2leng5      | 192.321   | 253.918   | 235.202   | 255.306   | New Territories  |
| 11.  | Ma On Shan New Town                    | 馬鞍山        | Mǎ’ānshān          | Maa5on1saan1               | 137.305   | 184.598   | 187.625   | 202.431   | New Territories  |
| 12.  | Tsing Yi New Town                      | 青衣          | Qīngyī             | Cing1ji1                   | 185.495   | 194.040   | 199.362   | 191.739   | New Territories  |
| 13.  | Aberdeen und Aberdeen Island           | 香港仔        | Xiānggǎng Zǐ       | Hoeng1gong2 Zai2           | 164.439   | 177.909   | 165.948   | 163.459   | Hong Kong Island |
| 14.  | Yuen Long New Town                     | 元朗          | Yuánlǎng           | Jyun4long5                 | 130.992   | 139.789   | 138.711   | 147.745   | New Territories  |
| 15.  | Pok Fu Lam                             | 薄扶林        | Báofúlín           | Bok6fu4lam4                | 87.982    | 81.911    | 79.756    | 79.911    | Hong Kong Island |
| 16.  | Tung Chung (North Lantau New Town)     | 東涌          | Dōngchōng          | Dung1cung1                 | …         | 21.393    | 72.183    | 78.443    | New Territories  |
| 17.  | Sai Kung                               | 西貢          | Xīgòng             | Sai1gung3                  | …         | 34.748    | 34.907    | 38.120    | New Territories  |
| 18.  | Shap Pat Heung                         | 十八鄉        | Shíbāxiāng         | Sap6baat3hoeng1            | …         | 23.873    | 21.673    | 24.474    | New Territories  |
| 19.  | Cheung Chau                            | 長洲          | Zhǎngzhōu          | Coeng4zau1                 | …         | 24.385    | 24.312    | 22.740    | New Territories  |
| 20.  | Ping Shan                              | 屏山          | Píngshān           | Ping4saan1                 | …         | 19.091    | 18.436    | 22.638    | New Territories  |
| 21.  | Tai Po Tsai                            | 大埔仔        | Dàbù Zǐ            | Daai6bou3 Zai2             | …         | 21.639    | 21.376    | 21.487    | New Territories  |
| 22.  | Fairview Park                          | 錦綉花園      | Jǐnxiù Huāyuán     | Gam2sau3 Faa1jyun4(2)      | …         | 19.921    | 18.659    | 18.899    | New Territories  |
| 23.  | Shek Kong                              | 石崗          | Shígǎng            | Sek6gong1                  | …         | 16.759    | 15.392    | 18.275    | New Territories  |
| 24.  | Stanley (Chek Chue)                    | 赤柱          | Chìzhù             | Cek3cyu5                   | …         | 15.636    | 14.825    | 15.710    | Hong Kong Island |
| 25.  | Kwan Tei und Kan Tau (Tsuen)           | 軍地 簡頭(村) | Jūndì Jiǎntóu(cūn) | Gwan1dei5 Gaan1tau4(cyun4) | …         | 12.909    | 14.692    | 15.199    | New Territories  |
| 26.  | San Tin                                | 新田          | Xīntián            | San1tin1                   | …         | 11.613    | 11.951    | 13.720    | New Territories  |
| 27.  | Hang Tau-Kam Tsin                      | 坑頭 金錢     | Kēngtóu Jīnqián    | Haang1tau4 Gam1cin4        | …         | 8.740     | 10.112    | 13.401    | New Territories  |
| 28.  | Ma Wan                                 | 馬灣          | Mǎ Wān             | Maa5 Waan1                 | …         | 6.827     | 10.163    | 13.056    | New Territories  |
| 29.  | Repulse Bay                            | 淺水灣        | Qiǎnshuǐ Wān       | Cin2seoi2 Waan1            | …         | 10.804    | 9.929     | 12.609    | Hong Kong Island |
| 30.  | Kam Tin                                | 錦田          | Jǐntián            | Gam2tin4                   | …         | 10.446    | 10.414    | 12.370    | New Territories  |
| 31.  | Discovery Bay                          | 愉景灣        | Yújǐng Wān         | Jyu4ging2 Waan1            | …         | 14.208    | 14.682    | 12.383    | New Territories  |
| 32.  | Ha Tsuen                               | 厦村          | Xiàcūn             | Haa1cyun4                  | …         | 11.227    | 11.016    | 12.250    | New Territories  |
| 33.  | Lam Tsuen                              | 林村          | Líncūn             | Lam4 Cyun4                 | …         | 4.747     | 8.711     | 9.873     | New Territories  |
| 34.  | Pat Heung                              | 八鄉          | Bāxiāng            | Baat3hoeng1                | …         | 7.384     | 7.479     | 9.436     | New Territories  |

## Weitere Ortschaften
Es folgt eine Liste von weiteren Ortschaften und Dörfern, die nicht in der obigen Tabelle ausgewiesen sind. Die Liste ist unvollständig.
| Ortschaft                | Distrikt  | Gebiet           |
| ------------------------ | --------- | ---------------- |
| Sha Tau Kok              | North     | New Territories  |
| Lei Yue Mun              | Kwun Tong | Kowloon          |
| Shek O                   | Southern  | Hong Kong Island |
| Mui Wo (Silver Mine Bay) | Islands   | New Territories  |
| Yung Shue Wan            | Islands   | New Territories  |
| Sok Kwu Wan              | Islands   | New Territories  |
| Peng Chau                | Islands   | New Territories  |
| Tai O                    | Islands   | New Territories  |

## New Towns
Die folgende Tabelle ist eine Übersicht über die als Planstadt errichteten bzw. im Aufbau befindlichen New Towns.
| New Towns („Stadt“)                           | Distrikt                 | Gebiet          |
| --------------------------------------------- | ------------------------ | --------------- |
| Tsuen Wan New Town                            | Tsuen Wan und Kwai Tsing | New Territories |
| Sha Tin New Town einschließlich Ma On Shan    | Sha Tin                  | New Territories |
| Tuen Mun New Town                             | Tuen Mun                 | New Territories |
| Tai Po New Town                               | Tai Po                   | New Territories |
| Yuen Long New Town                            | Yuen Long                | New Territories |
| Fanling-Sheung Shui New Town                  | North                    | New Territories |
| Tseung Kwan O New Town                        | Sai Kung                 | New Territories |
| Tin Shui Wai New Town                         | Yuen Long                | New Territories |
| North Lantau New Town (Tung Chung und Tai Ho) | Islands                  | New Territories |